# 4 Pułk Huzarów Królowej
4 Pułk Huzarów Królowej (en. 4th Queen’s Own Hussars), brytyjska jednostka kawalerii, utworzona początkowo jako formacja dragonów, została ostatecznie przekształcona w huzarów. Dewiza jednostki brzmiała „Mente et Manu”.
Pułk został utworzony podczas rebelii księcia Monmouth w 1685 r. przez Johna Berkeleya pod nazwą Dragoni Berkeleya (Berkeley's Dragoons). Wkrótce przemianowano go na Pułk dragonów księżnej Anny Duńskiej (The Princess Anne of Denmark's Regiment of Dragoons). W 1688 r. podczas chwalebnej rewolucji pułk w całości przeszedł na stronę Wilhelma Orańskiego. W 1689 r. pułk walczył w Szkocji przeciwko stronnikom obalonego Jakuba II. W latach 1692–1697 pułk walczył we Flandrii.
Po 4-letnim pobycie w Irlandii pułk został wysłany do Hiszpanii, gdzie walczył w 1707 r. pod Almanzą. Pułk stracił tam połowę ludzi i został wycofany z frontu. Do 1715 r. pułk stacjonował na Wyspach Brytyjskich. Następnie wziął udział w tłumieniu powstania jakobickiego w Szkocji. Przez kolejne lata pułk stacjonował w Szkocji i Anglii dopóki w 1742 r. nie wysłano go na kontynent by wziął udział w wojnie o sukcesję austriacką. W 1743 r. pułk walnie przyczynił się do zwycięstwa pod Dettingen, a żołnierz pułku, George Daraugh, odznaczył się osobistym męstwem odzyskując pułkowy sztandar z rąk Francuzów. W 1745 r. pułk poniósł ciężkie straty w walkach pod Gandawą i został wycofany z frontu. Powrócił w 1747 r. i brał udział w walkach do końca wojny w 1748 r.
W 1751 r. nazwę 4 pułku dragonów (4th Dragoons). Pułk zachował dotychczasowe szkarłatne mundury i zielone kamizelki oraz spodnie. W 1788 r. nazwę pułku zmieniono na 4 pułk dragonów Królowej (4th Queen’s Own Regiment of Dragoons). W 1808 r. pułk został wysłany do Portugalii, gdzie brał udział w walkach z Francuzami. Wsławił się zwłaszcza w bitwie pod Salamancą. O szarży pułku Wellington napisał: Nigdy nie widziałem niczego piękniejszego w moim życiu.
Po zakończeniu wojny na kontynencie w 1814 r. pułk stacjonował w Irlandii. W 1821 r. rozpoczął służbę w Indiach. W 1818 r. nazwę pułku zmieniono na 4 pułk lekkich dragonów Królowej (4th Queen’s Own Regiment of Light Dragoons). Pułk brał udział w I wojnie brytyjsko-afgańskiej. W 1840 r. pułk został wycofany z Kabulu i rok później powrócił do Wielkiej Brytanii. W latach 1853–1856 brał udział w wojnie krymskiej i uczestniczył w słynnej „szarży lekkiej brygady” w której stracił 79 ze 118 ludzi. Szeregowy Samuel Parkes został odznaczony Krzyżem Wiktorii za uratowanie życia pułkownika Trumpetera, ale sprzedał później swój order za coś do picia.
Od 1856 r. pułk ponownie stacjonował w Anglii. W 1861 r. przekształcono go w jednostkę huzarów pod nazwą 4 pułk huzarów Królowej (4th (Queen’s Own) Hussars). W latach 1867–1879 pułk stacjonował na powrót w Indiach, następnie do 1896 r. w Wielkiej Brytanii, a później ponownie w Indiach do 1905 r. W latach 1905–1909 pułk służył w Południowej Afryce, a następnie został przeniesiony do Irlandii. Po wybuchu I wojny światowej w 1914 r. został natychmiast wysłany do Francji. Pułk walczył pod Mons, Ieper, Cambrai i nad Sommą.
W 1936 r. pułk został zmechanizowany i przydzielono go do Królewskiego Korpusu Pancernego (1939). Podczas II wojny światowej pułk walczył w Grecji w 1941 r. oraz na Pustyni Zachodniej, a następnie we Włoszech. Po wojnie pułk stacjonował najpierw w Austrii, potem w Syrii (1946), a następnie w Lubece (marzec 1947), Colchester oraz w Malezji. Później wszedł w skład Brytyjskiej Armii Renu. Pułk został zlikwidowany w 1958 r.